# Great Plains

Karte Nordamerikas: Great Plains in grün.
Die rote Linie ist der 100. Längengrad.

Die Great Plains (englisch ‚Große Ebenen‘) sind ein trockenes Gebiet östlich der Rocky Mountains in Nordamerika. Naturräumlich sind sie die klassischen Kurzgras-Prärien des amerikanischen Westens, heute werden sie intensiv landwirtschaftlich genutzt. Sie reichen von den kanadischen Prärieprovinzen (Alberta, Saskatchewan und Manitoba) bis nach Texas; manchmal wird auch ein kleiner Teil Mexikos dazu gezählt. Der Hauptteil der Great Plains liegt in den zehn US-Bundesstaaten: im Westen Montana, Wyoming, Colorado und New Mexico, im Osten North Dakota, South Dakota, Nebraska, Kansas, Oklahoma und Texas.
Die Great Plains umfassen (je nach Grenzziehung) eine Fläche von knapp 2 Millionen Quadratkilometern und erstrecken sich insgesamt etwa auf einer maximalen Breite von über 750 km und einer Länge von fast 3000 km. Während sie an den Rocky Mountains noch über 1800 m hoch sind, fallen sie nach Osten auf ca. 500 m ab. Damit sind sie insgesamt als Hochebene zu betrachten, die sich als Piedmont-Plateau, zum Teil in Schichtstufen ansteigend, vor dem Gebirge ausbreitet.
Man kann die Great Plains in zwei klimatische Regionen unterteilen, da man westlich des 100. Längengrades einen spärlichen Niederschlagsdurchschnitt vorfindet (weniger als 500 mm pro Jahr), wohingegen die östliche Region ein vergleichsweise humides Klima hat. Entsprechend dominiert im Westen die Viehwirtschaft und im Osten der Getreideanbau.

## Eingrenzung
Nördlich werden die Great Plains durch den Kanadischen Schild, südlich durch die Küstenebene des Golfes von Mexiko begrenzt.
Die westliche Grenze bilden die Rocky Mountains. Damit gehören das östliche Viertel von New Mexico, Colorado und Wyoming ebenso zu den Great Plains wie rund zwei Drittel von Montana. Auf kanadischer Seite liegen naturräumlich jeweils der Süden von Alberta, von Saskatchewan und von Manitoba innerhalb der Great Plains.
Die Ostgrenze wird unterschiedlich definiert. Manche Geografen verbinden sämtliche Ränder der Ebene, die auf 600 m Höhe liegen, und definieren die so entstandene Linie als Ostgrenze, wie in der grün schraffierten obigen Grafik. Andere ziehen die Grenze, entsprechend der Verbreitung der Hochgrasprärie, weiter im Osten und betrachten North Dakota, South Dakota und Nebraska jeweils vollständig als Teil der Great Plains. Nach dieser Sichtweise gehören auch der Norden von Texas, die Westhälfte von Oklahoma, der Großteil von Kansas, die Nordhälfte von Iowa sowie der Südwesten von Minnesota zu den Great Plains.

## Geschichte

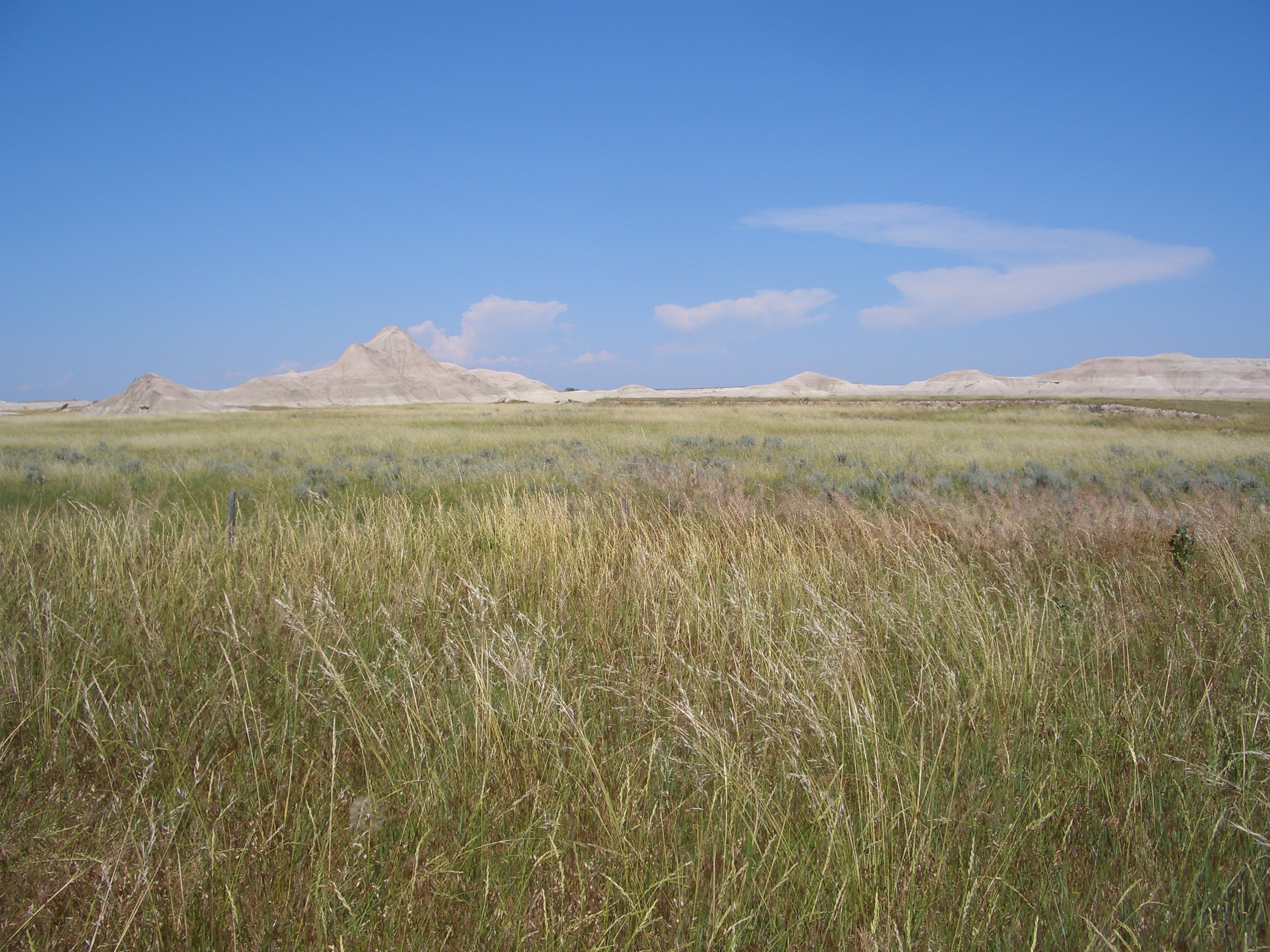
Landschaft der Great Plains in Nebraska im Oglala National Grassland

Die Great Plains waren lange Zeit spärlich bewohnt und wurden von teilnomadischen Indianern auf der Jagd nach Bisons und Gabelböcken durchstreift. Erst die von Europäern nach Amerika gebrachten Pferde, die im 18. Jahrhundert in diese Gegend gelangten, ermöglichten den Indianern eine dichtere Besiedlung der Prärie und die Herausbildung der Plains-Indianer. Einige Völker profitierten stark von der neuen Lebensweise, der Bisonjagd zu Pferd. Die bislang schwachen Lakota und Comanche zum Beispiel entwickelten sich innerhalb kurzer Zeit zu bedeutenden Machtfaktoren im Mittleren Westen. Die Lebensweise der Plainsvölker orientierte sich stark an den Bisons. Sie wohnten in Tipis, die sich schnell auf- und abbauen ließen, und zogen so den Büffeln nach.
Mitte des 19. Jahrhunderts zogen weiße Siedler durch die Great Plains nach Westen. Lange Zeit galt das Gebiet als unbewohnbares Ödland. Erst um 1865 ließen sich viele Siedler nieder, die als billige erste Behausung zunächst Grassodenhäuser errichteten. Die Bestandszahlen der Bisons gingen in der Folge durch massive Bejagung stark zurück, während die ansässigen Indianer bis 1890 in Reservate verdrängt wurden.
Nach der großflächigen Rodung des Präriegrases und Dürren kam es zu Bodenerosionen. In der Folge verwandelten starke Staubstürme in den 1930er Jahren – vor allem zwischen 1935 und 1938 – Teile der Great Plains in eine sprichwörtliche „Staubschüssel“ (siehe Dust Bowl). Dies führte zu Massenelend unter den Bauern, die verstärkt in Richtung Kalifornien abwanderten.
Während 1950 noch knapp fünf Millionen Menschen im Gebiet der Great Plains lebten, lag diese Zahl 2007 bei etwa zehn Millionen. Das Bevölkerungswachstum konzentrierte sich allerdings auf einige wenige Metropolregionen vorwiegend in Colorado und Texas. Siedlungen in der Fläche und Kleinstädte verloren durch Überalterung und Landflucht stark an Einwohnern. Annähernd zwei Drittel aller Counties waren vom Bevölkerungsrückgang betroffen, in jedem fünften County betrug er sogar mehr als 50 Prozent. Immer mehr kleine Orte verwandeln sich in Geisterstädte.

## Nutzung
Die landwirtschaftliche Nutzung der Great Plains lässt sich grob in zwei Bereiche unterteilen. Während westlich des 100. Längengrades vorwiegend Intensivtierhaltung in großen Mastbetrieben mit geringer Flächennutzung sowie extensive Tierhaltung (Ranching) mit sehr großer Flächennutzung vorzufinden ist, ist östlich des 100. Längengrades der Ackerbau die primäre landwirtschaftliche Nutzungsform. Angebaut wird vorwiegend Sommer-/Winterweizen sowie Mais und Hirse. Der Grund für diese Verteilung ist die Linie mit gleicher Niederschlagsmenge (Isohyete mit 500 mm), die nahezu parallel zum 100. Längengrad verläuft und die Grenze für Regenfeldbau ohne künstliche Bewässerung bildet.
Der niederschlagsreichere Osten des Gebiets, der sogenannte Grain Belt (Korngürtel), wird auch als Kornkammer der USA, beziehungsweise als „breadbasket“ (Brotkorb) bezeichnet, da in jener Region ein gewaltiger Überschuss an landwirtschaftlichen Erzeugnissen erwirtschaftet wird. Ungefähr die Hälfte des Weizens der USA wird im Gebiet der Great Plains produziert, was bei 68 Mio. t für die gesamten USA (Stand: 2008) also ca. 34 Mio. t entspricht. In den westlichen High Plains werden 60 % des Rindfleisches der USA produziert, weshalb dieser Teil der Great Plains oft als „Cattle Country“ (Rinderland) bezeichnet wird. Soweit im Westen Ackerbau stattfindet, wird er in der Regel durch künstliche Bewässerung ermöglicht.

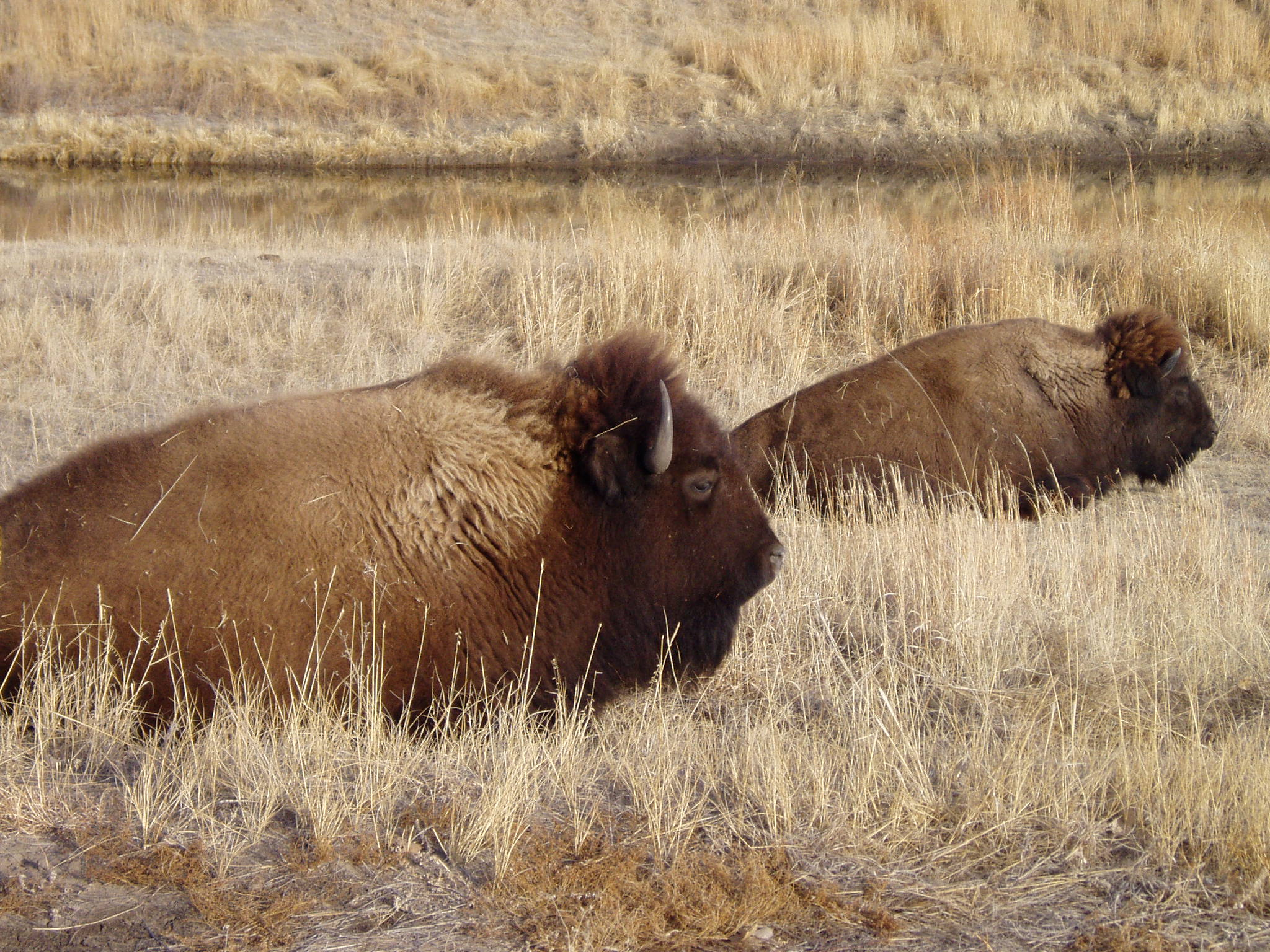
Bisonkühe im Niobrara Valley Preserve

Zunehmende Dürre erschwerte die Landwirtschaft in den letzten Jahrzehnten erheblich und die Mechanisierung und Automatisierung ließ Arbeitskräfte überflüssig werden. Der Ogallala-Aquifer, eine tiefe Grundwasserschicht ist durch die Nutzung zur künstlichen Bewässerung nahezu erschöpft. Bereits heute wandelt sich kultiviertes Land wieder zurück in Graslandschaft, auf der vermehrt Bisonzucht betrieben wird. Unter dem Namen Buffalo Commons wird vorgeschlagen, große Flächen in Prärie rückzuwandeln, Menschen abzusiedeln und die Flächen wieder für wildlebende Bisons zu öffnen. Jagd und Tourismus könnten eine neue wirtschaftliche Grundlage eröffnen. Zudem konzentriert sich die Nutzung der Great Plains heute immer mehr auf Windkraftgewinnung.
Dem steht ein Trend entgegen, in den nördlichen Teilen der Plains bisher nicht oder nur extensiv genutzte Flächen, die sich daher den Charakter als Grasland erhalten haben, unterzupflügen und intensiv zu nutzen. Als Gründe gelten die Förderung des Anbaus von Energiepflanzen und eine besondere Form der staatlich geförderten Ernte-Ausfall-Versicherung, die den Anbau auf Grenzertragsstandorten oder gar Flächen ermöglicht, deren Bewirtschaftung ohne die Versicherung nicht rentabel sein könnten.
Zu den größten Regionen der Great Plains, die auch nicht zeitweilig einer landwirtschaftlichen Nutzung unterzogen wurden, zählen die Sandhills in Nebraska. Es handelt sich dabei um ein sehr großes Gebiet zusammenhängender Sanddünen, die durch niedrigen Pflanzenbewuchs stabilisiert sind. 85 Prozent dieser Region weisen daher noch den ursprünglichen Pflanzenbestand auf.

## Bodenschutz
Aufgrund verschiedener Erosionsformen mussten Maßnahmen ergriffen werden.
- Mulchsaatverfahren (engl. mulch sowing): Der Boden wird ohne Pflug bearbeitet, um Bodenerosion zu vermindern oder ganz zu verhindern. Diese konservierte Bodenbearbeitung bedeutet aber nicht, dass der Boden nicht mehr aufgelockert wird, sondern dass statt eines Pflugs andere Gerätschaften wie z. B. ein Grubber verwendet werden. Eine tiefe Lockerung des Bodens ist meist aufgrund einer nach und nach aufgebauten natürlichen Lagerung (optimal) nicht nötig, wenn bei der Bewirtschaftung keine Fehler gemacht werden.
- Das Direktsaatverfahren (engl. no-till): Der Boden wird nicht mechanisch bearbeitet. Die Lockerung des Bodens geschieht durch geeignete Zwischenfrüchte und durch Bodenlebewesen. Erntereste verbleiben auch vor der Saat auf dem Acker und verhindern so Erosionen und reduzieren zusätzlich Wasserverluste.
- Das dry farming beschreibt einen jährlichen Wechsel zwischen Anbau und Brache. Dabei wird der Boden während des Brachejahrs von Unkraut frei gehalten und tiefgründig gepflügt. Dadurch wird die Oberfläche lockerer und größer, der Boden kann mehr Feuchtigkeit aufnehmen. Zur Verhinderung der Verdunstung wird der Boden zudem nach Regenfällen geeggt und gewalzt.
- Das contour ploughing (‚Konturpflügen‘) fördert das Versickern des Wassers, indem höhenlinienparallele Furchen in das Feld gezogen werden, die das Wasser abbremsen, sodass den beiden Erosionskräften Wind und Wasser entgegengewirkt wird. Insgesamt ist das Problem der Winderosion aber deutlich schwerer zu lösen als durch Wasser bewirkte Erosionsformen.
- stubble mulching (‚Stoppelmulchen‘): Ackerland wird während der Brachezeit mit Stroh (engl. „stubble“) bedeckt und die Stoppeln der vorigen Ernte stehen gelassen. Dies wird nicht nur mit Stroh, sondern auch anderen Mulchen getan. Durch diese Maßnahme wird die Feuchtigkeitsaufnahme des Bodens gefördert und die Bodenerosion verringert.
- Windbreaks: Waldschutzstreifen und Windschutzhecken werden zur Verringerung der Bodenerosion angelegt.
- strip cropping (‚Streifenanbau‘): Der Boden wird zur Verringerung der Bodenabtragung mit Pflanzen unterschiedlicher Reifezeiten bebaut.

Nicht selten kommt es vor, dass mehrere dieser Maßnahmen zum Bodenschutz gleichzeitig genutzt werden. Dies dient allein dem Zweck, eine höhere Effektivität zu erhalten und ein weiteres Dust-Bowl-Szenario zu verhindern.